# Евгений Ландирев
Евгений Ландирев е бивш руски футболист, нападател. Треньор на аматьорския Ахтарец.

## Кариера
Започва кариерата си в юношеските формации на Русь (Приморско-Ахтарск). През 1997 преминава в Кубан. Там играе 2 сезона, като през 1998 се състезава във втора дивизия. През лятото на 1998 подписва с Ростселмаш. Записва 2 мача във Висшата дивизия и 1 в Интертото. След като не успява да се наложи в първия състав, Евгений е пратен в дублиращия, който играе във 2 дивизия. Там той вкарва 15 гола в 42 мача.
През 2000 преминава в латвийския Вентспилс. Руснакът бързо става голмайстор на тима, отбелязвайки 43 гола за 3 сезона. На 12 април 2003 става автор на най-бързия гол в шампионата на Латвия. Той пада в 26 секунда срещу ФК Рига. За трите си сезона в Латвия той става три пъти вицешампион на страната. През лятото на 2003 преминава в Литекс. Ландирев се задържа в А група само половин година. Той не успява да се наложи в състава на ловчанлии. В началото на 2004 преминава в Кубан, но там играе по-често за дублиращия отбор.
След като е освободен от състава, поддържа форма в родния си град с аматьорския Азовец. През 2005 играе за ФК Орел в 1 дивизия. Отборът заема 8-о място, но представянето на Евгений като цяло е слабо. За 31 мача вкарва само 4 гола. През 2006 преминава във ФК Рига. Завършва кариерата си година по-късно.
След края на кариерата си Ландирев поема Ахтарец.